# Iliaș Rareș

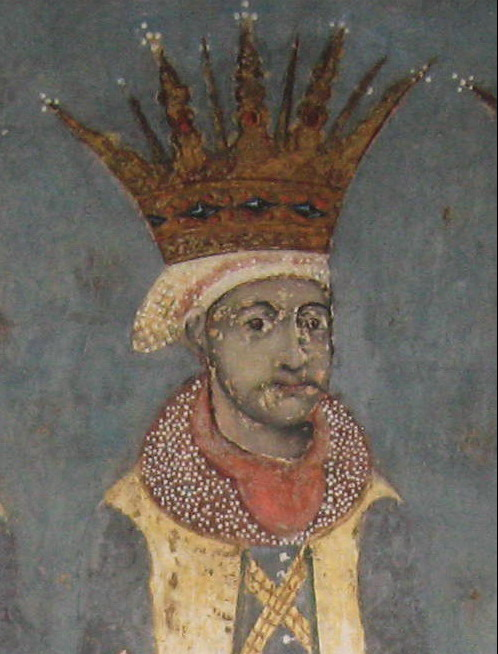
Chipul lui Iliaș II Rareș de pe tabloul votiv al bisericii Mănăstirii Probota

Iliaș al II-lea Rareș (n. 1531 – d. 1553, Alep, Imperiul Otoman) a fost Domn al Moldovei (3 septembrie 1546 - 11 iunie 1551). A fost fiul mai mare al lui Petru Rareș și al Elenei (aceasta era de neam sârbesc). De asemenea, Iliaș a fost unul dintre puținii domnitori români convertiți la islam.

## Familie
A fost fiul mai mare al lui Petru Rareș (1483-1546) și al Elenei Rareș (n. Branković, familie nobiliară de origine sîrbă; aprox. 1490-1553). A fost fratele lui Ștefan Rareș (1531-1552), Constantin (n. 1542) și (Ruxandrei (n. 1538).

## Domnie
În timpul domniei lui, Moldova are liniște din partea polonezilor în urma reînnoirii tratatului de alianță cu Sigismund I al Poloniei. Întreprinde o expediție în Transilvania, din ordin turcesc, împreună cu Mircea Ciobanul al Munteniei, care era cumnatul său, împotriva germanilor și a episcopului Martinuzzi, însă expediția este mai mult simulată și fără a avea un rezultat. Restul domniei este un lung lanț de petreceri și desfătări cu tinerii săi sfetnici turci. A fost bănuit de relații bisexuale. Cel care a lansat această ipoteză a fost istoricul Dan Horia Matei, folosindu-se de cronica lui Grigore Ureche,  care scria "Că avîndu lîngă sine sfetnici tineri turci, cu cari ziua petrecea și să dezmierda, iar noaptea cu turcoaice curvind, din obiceele creștinești s-a îndepărtat".
În cele din urmă, abdică în favoarea fratelui său Ștefan al VI-lea Rareș, se duce la Constantinopol și se convertește la islam, luându-și numele de Mehmet, devenind pașă de Silistra în 1551. Fiind exilat la Bursa, moare, probabil otrăvit, la Alep, Siria, în 1562.
Chipul lui Iliaș Rareș a fost zugrăvit în tabloul votiv al bisericii Mănăstirii Probota, ctitorită în 1530 de tatăl său. După trecerea sa la islam, fața lui Iliaș din tabloul votiv de la Probota a fost înnegrită.  Și numele său din pisania bisericii de la Arhiepiscopia Romanului și Bacăului (Roman) a fost șters după trecerea sa la islam.